# Nanase Nishino
Nanase Nishino (西野 七瀬 Nishino Nanase?,  Prefectura de Osaka, Japón, 25 de mayo de 1994) es una idol, actriz, cantante y modelo japonesa. Fue miembro del grupo de pop femenino Nogizaka46.

## Carrera

### Inicios

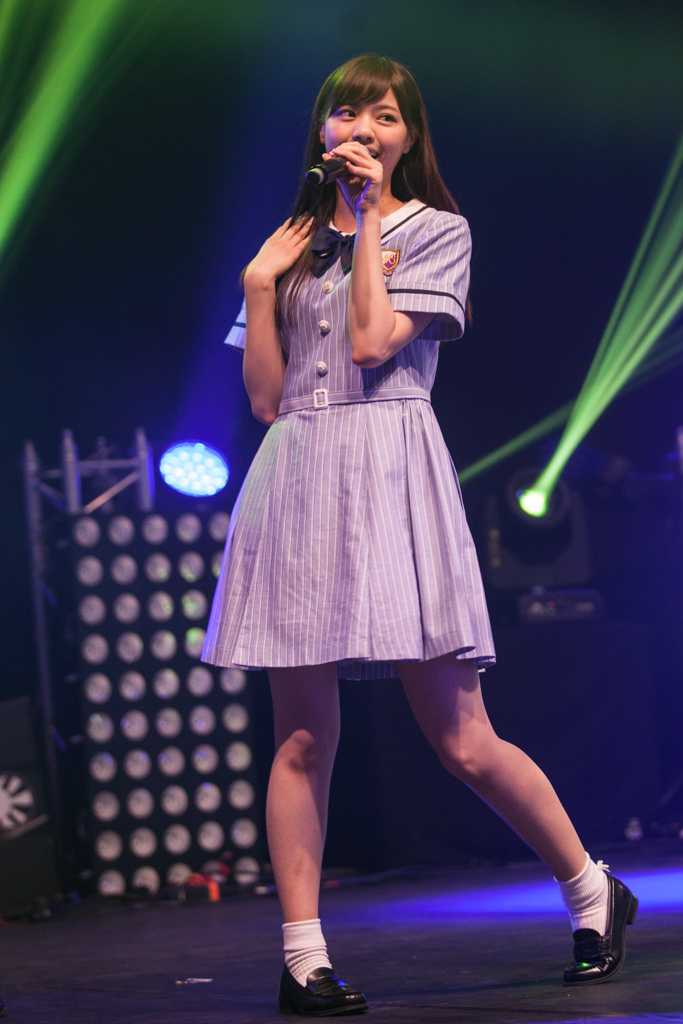
Nishino durante la Japan Expo de 2014.

En 2011, Nishino audicionó para forma parte del grupo idol Nogizaka46, y fue seleccionada como una de los treinta y seis miembros de la primera generación. También fue una de las elegidas para participar en la canción debut del grupo, Guruguru Curtain, lanzada el 22 de febrero de 2012. El 8 de noviembre de 2012, hizo su debut como modelo en la pasarela del evento de moda GirlsAward 2012 en la colección de Otoño/Invierno junto a Mai Shiraishi, otra miembro de Nogizaka46.
Para el octavo sencillo del grupo, Kizuitara Kataomoi, Nishino fue seleccionada para aparecer en el centro de la coreografía por primera vez, que fue lanzado el 2 de abril de 2014. Su primera canción en solitario, Hitoriyogari, fue incluida en el primer álbum de Nogizaka46, Tōmei na Iro, el cual salió a la venta el 7 de enero de 2015.
Nishino lanzó su primer libro de fotos Fudangi, el 18 de febrero de 2015. El libro vendió 36,000 copias en su primera semana y calificó en el primer puesto en la lista de ventas semanales de Oricon en la categoría de álbumes de fotos. Fue la segunda miembro de Nogizaka46 en publicar un libro de fotos, después de Mai Shiraishi.

### Carrera posterior
Nishino regresó al centro del escenario en el undécimo sencillo del grupo, Inochi wa Utsukushii, lanzado el 18 de marzo de 2015. En este sencillo, su segunda canción en solitario, Gomenne Zutto..., fue incluida como pista de acoplamiento. También apareció en la revista de moda Non-no como modelo a partir de la edición de junio de 2015. En julio de 2015, interpretó el papel principal en el drama de Nogizaka46, Hatsumori Bemars.
En la noche del 30 de agosto de 2015, se anunció que tanto Nishino como Mai Shiraishi fueron seleccionadas para aparecer en el centro de su decimotercer sencillo, Ima, Hanashitai Dareka ga Iru. Esta fue la primera vez que Nogizaka46 tuvo dos intérpretes centrales.
El 7 de marzo de 2016, se reveló que Nishino aparecería como MC en el programa de variedades de Fuji TV, Lion no Goo Touch, a partir de abril. El 28 de agosto de 2016, se anunció que su segundo álbum de fotos, Kaze o Kigaete, se lanzaría el 29 de septiembre de ese año. Las fotografías fueron tomadas en Malta e Italia durante cinco días. Ocupó el primer lugar en el ranking de libros de Oricon en la categoría de álbumes de fotos durante dos semanas consecutivas y rompió el mejor récord semanal de ventas en este año.

## Filmografía

### Televisión
- Nogizaka Romance (TV Tokyo, 2012)
- 49 (NTV, 2013) como Mana Minazuki
- Tenshi no Knife (WOWOW, 2015)
- Hatsumori Bemars (TV Tokyo, 2015) como Nanamaru
- Honto ni Atta Kowai Hanashi Natsu no Tokubetsu-hen 2016 - Mou Hitori no Elevator (Fuji TV, 2016)
- Cabasuka Gakuen (NTV y Hulu Japan, 2016)

### Dramas web
- Uchū no Shigoto (Amazon Video, 2016) como Kaori

### Películas
- Asahinagu (2017) como Asahi Tōjima
- Shin Kamen Rider (2023) como Hiromi[18]

### Doblaje
- One Piece Film: Gold (2016) como Alba
- Coluboccoro (2018) como Suzu

### Comerciales
- Pizza Hut (2015-2016)
- Softbank Giga tale 3 (2016)
- Mouse Computer Japan (2017)
- Jalan (乃木夏46クチコミ、乃木夏46ポイント) (2017)
- Bourbon Fettuccine Fruits (2017)
- 77 Bank CM「七十七銀行」 (2017)

### Revistas
- Up to Boy +, Wani Books
- Non-no, Shueisha

### Photobooks
- Kikan Nogizaka vol.1 Sōshun (5 de marzo de 2014, Tokyo News Service)
- Fudangi (18 de febrero de 2015, Gentosha)
- Kaze o Kigaete (27 de septiembre de 2016, Shūeisha)